# Anolis armouri
Anolis armouri (чорногорлий кремезний аноліс) — вид ігуаноподібних ящірок родини анолісових (Dactyloidae). Ендемік острова Гаїті.

## Поширення і екологія
Чорногорлі товсті аноліси мешкають в горах Ла-Сель на півдні Гаїті та в горах Сьєрра-де-Баоруко на південному заході Домініканської Республіки. Вони живуть в соснових лісах, трапляються в садах. Зустрічаються на висоті від 760 до 2440 м над рівнем моря.

## Збереження
МСОП класифікує цей вид як такий, що перебуває під загрозою зникнення. Anolis armouri загрожує знищення природного середовища.